# Villers-sous-Bonchamp
Villers-sous-Bonchamp is een plaats en voormalige gemeente in het kanton Étain in het Franse departement Meuse in de regio Grand Est.

## Geschiedenis
In 1965 fuseerde Villers-sous-Bonchamp met Mont-sous-les-Côtes tot de gemeente Mont-Villers die in 1977 fuseerde met Bonzée-en-Woëvre en Mesnil-sous-les-Côtes tot de gemeente Bonzée.
Bonzée-en-Woëvre · Mesnil-sous-les-Côtes · Mont-sous-les-Côtes · Villers-sous-Bonchamp